# DJ Antoine

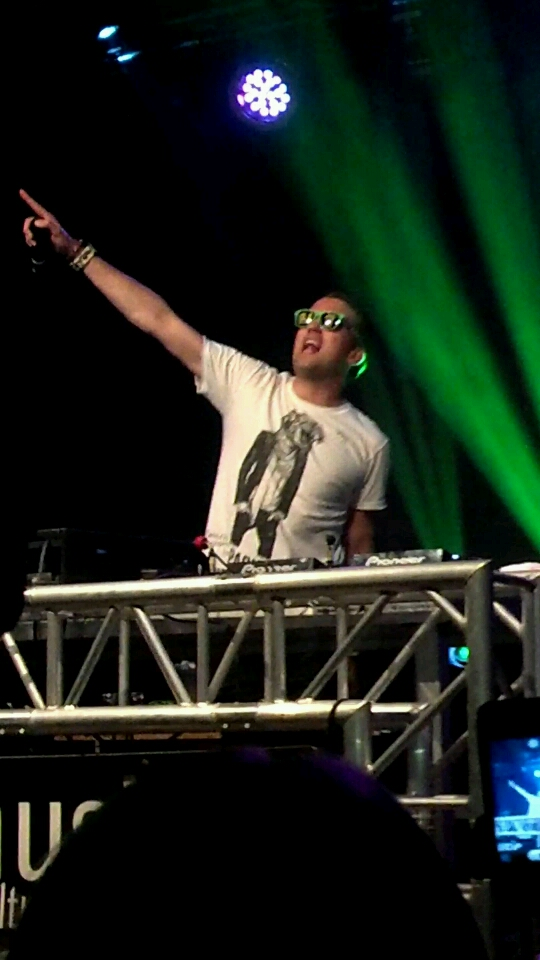
DJ Antoine (2013)

DJ Antoine (* 23. Juni 1975 als Antoine Konrad in Sissach BL) ist ein Schweizer House-DJ, Produzent, Labelchef und Lifestyle-Unternehmer. Seinen internationalen Durchbruch hatte er 2011 mit der Single Welcome to St. Tropez. Mit Ma Chérie produzierte er zudem die gemessen an den Verkaufszahlen erfolgreichste Single eines Schweizer Musikers aller Zeiten. 2015 wirkte er als Mitglied der Jury von Deutschland sucht den Superstar mit. 2020 war er Coach in der dritten Staffel von The Voice of Switzerland.

## Karriere

### Musikalische Anfänge
Antoine Konrad begann mit 19 Jahren als DJ zu arbeiten. Anfangs legte er in den Genres Hip-Hop und Garage House auf. Das Interesse zur Hip-Hop- und Garagemusik entstand besonders durch die Idole seiner Kindheit wie Dr. Dre, Run-D.M.C. oder Public Enemy. Die Inspiration zur Disco- und Housemusik kam erst später, insbesondere durch den Song Show Me Love von Robin S.

### Ab 1995: Erste Erfolge in der Schweiz
Erste Bekanntheit erlangte er ab 1995 durch seinen Club House Café in Basel. Parallel dazu begann er mit eigener Produktionsarbeit und dem Aufbau eines eigenen Plattenvertriebs. Seine ersten Alben DJ Antoine – The Pumpin’ House Mix und Partysan on the Boat @ Street Parade ’98 erschienen im Sommer 1998. DJ Antoine gründete 1999 das Musiklabel Houseworks und ist seitdem dessen Geschäftsführer. Mehr als zehn DJs und andere House-Künstler sind dort unter Vertrag. Mit Egoïste, Session Recordings und VIP Recordings verfügt DJ Antoine über weitere Label.
2001 gelang ihm mit der Single Discosensation, die er gemeinsam mit seinem Studiopartner Mad Mark aufnahm, seine erste Single-Chartplatzierung. Seitdem arbeitet DJ Antoine eng mit Mad Mark zusammen.

### 2005–2010: Auszeichnungen und erste internationale Erfolge

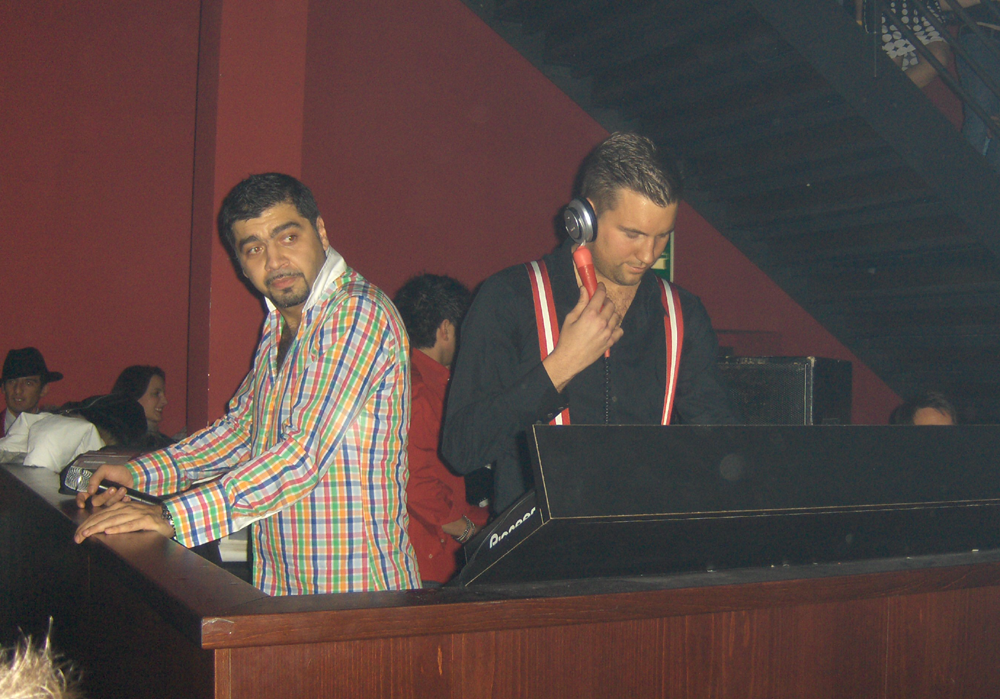
DJ Antoine und MC Roby Rob (2007)

Seine fünfte Single All We Need, die vom Schweizer Sänger Maury gesungen wurde, konnte sich auch 2005 für drei Wochen in den deutschen Charts platzieren.
2008 veröffentlichte DJ Antoine das sozialkritischen Album DJ Antoine – Stop!, in dem er sich offen gegen Jugendgewalt und für mehr Zivilcourage aussprach. Im Frühjahr 2009 wurde er für dieses Album beim Swiss Music Award für das „Best National Dance Album“ ausgezeichnet, dessen Titel er 2010 mit dem Album DJ Antoine – 2009 verteidigen konnte. Ebenfalls 2010 wurde er mit dem Schweizer Prix Walo prämiert.
Durch den von Emanuel Gut gesungenen Song This Time wurde er 2009 von der englischen Universal-Tochter All Around the World Records unter Vertrag genommen. Im November 2009 veröffentlichte DJ Antoine den Song Every Breath als Single, der eine Coverversion des Liedes Every Breath You Take von The Police aus dem Jahr 1983 darstellte. Mit dem von Matthew Tasa gesungenen Track feierte er seinen ersten Top-Ten-Erfolg in seinem Heimatland und seine erste Chartplatzierung in Österreich. Seine Remixe zu Groove On von Timati und Snoop Dogg, Esta Noche von Pitbull und Kickstarts von Example sorgten ebenfalls für Aufmerksamkeit.
Im Januar 2010 erhob der Schweizer MC Roby Rob, der DJ Antoine 11 Jahre auf seinen Auftritten begleitete, Vorwürfe gegen den Schweizer DJ. Die Schweizer Boulevardzeitung 20 Minuten zitierte MC Roby Rob, der DJ Antoine der Ausbeutung seiner Mitarbeiter, der Ghostproduktion, dem Sex mit Minderjährigen und des Drogenkonsums beschuldigt. DJ Antoine wies sämtliche Vorwürfe zurück und behauptete wiederum MC Roby Rob hätte „ein massives Drogen- und Lügenproblem“. Danach begleitete der House-Musiker Mr. Mike DJ Antoine für einige Jahre bei seinen Auftritten und im Studio.

### 2011: Internationaler Durchbruch mit Welcome to St. Tropez
Nachdem sich der russischsprachige Song Welcome to St. Tropez des russischen Rappers Timati in dessen Heimat zu einem Erfolg entwickelte, nahm dieser 2011 mit der US-amerikanischen Sängerin Kalenna Harper von Diddy Dirty Money eine englischsprachige Version auf. DJ Antoine stand zu jener Zeit im Kontakt mit Timati und bat ihn, ihm die A cappella der englischen Version zu schicken, um diese in einem Dance-Song aufzubereiten. DJ Antoine veröffentlichte den Song im November 2010 auf seinem Studioalbum Wow, woraufhin dieser auf YouTube viral ging und ohne Single-Veröffentlichung in die Schweizer Single-Charts einstieg. Eine anschließende Single-Veröffentlichung ließen sie vom Hamburger Dance-Label Kontor Records lizenzieren. Nach seiner Veröffentlichung im Februar 2011 entwickelte sich der Song zu einem Sommerhit im gesamten deutschsprachigen Raum, stieg unter anderem in die Verkaufscharts von Deutschland, Österreich, der Schweiz und Frankreich ein und erreichte dort teils Top-10-Platzierungen sowie Gold- und Platin-Status.
Im Mai 2011 erschien das Studioalbum Welcome to DJ Antoine, das in der Schweiz unter dem Titel 2011 veröffentlicht wurde und Platz eins in der Schweiz, die Top 20 in Österreich und die Top 10 der deutschen Charts erreichte. Nach dem Erfolg von Welcome to St. Tropez wirkte Timati bei mehreren Liedern des Albums mit. Als zweite Single-Auskopplung veröffentlichte DJ Antoine den Song Sunlight, den er mit dem belgischen Sänger Tom Dice aufnahm und der in Deutschland, Österreich, der Schweiz sowie in Belgien die Single-Charts erreichte.
Im Oktober 2011 wurde der Song Ma Chérie, der in Zusammenarbeit mit The Beat Shakers entstand und eine Coverversion deren gleichnamigen Liedes mit Alberto aus dem Jahr 2009 darstellte, wiederveröffentlicht. Ursprünglich stammt das von Maury gesungene Lied vom Studioalbum 2010 und erreichte bereits seinerzeit die Schweizer Single-Charts. Nachdem es in verschiedenen Remix-Versionen auf Welcome to DJ Antoine enthalten war, wurde für das Re-Release eine neue Version produziert. In Deutschland erreichte der Song Platz sechs, in Österreich und der Schweiz jeweils Platz zwei, in Italien Platz vier. Zudem hielt sich Ma Chérie 99 Wochen lang in der Schweizer Hitparade und wurde zum bis dato erfolgreichsten Song eines Schweizer Acts. DJ Antoine erhielt für diese Single in Deutschland Doppelplatin, in der Schweiz Vierfach-Platin. 2012 wurde darüber hinaus eine Version des Songs mit dem spanischen Sänger Enrique Iglesias und dem US-Rapper Pitbull aufgenommen, die bis heute unveröffentlicht blieb. Eine Version nur mit Pitbull war 2013 auf dem Studioalbum Sky Is the Limit  zu hören.
2012 beteiligte er sich mit einem Remix an der Single Infinity 2012 von Guru Josh. Seine Version des Songs erreichte die Top 20 in Deutschland, Österreich und der Schweiz. Er wurde für Magnum-Werbung im Kino verwendet und erlangte dadurch Bekanntheit. Auf der Kontor Summer Jam ist ein Mix aus mehreren Liedern von DJ Antoine zu finden. Dieser Megamix konnte die Charts mehrerer europäischer Länder erreichen.
Die vierte und letzte Singleauskopplung aus dem Studioalbum Welcome to DJ Antoine erschien am 14. September 2012 mit dem von Maury gesungenen Song Broadway in einer neu abgemischten Version als Single. Der Song konnte nicht an den Erfolg der Vorgänger anschließen.
Mit über acht Millionen verkauften Tonträgern, fünfzehn Platin- und zahlreichen Goldauszeichnungen sowie seinem Plattenlabel Houseworks ist DJ Antoine der international erfolgreichste DJ der Schweiz. Drei Mal in Folge hat DJ Antoine zudem den Swiss Music Award für das „Best Album Dance National“ gewonnen und war im 2012 für einen Echo, einen der wichtigsten Musikpreise in Europa, in der Kategorie „Best Artist Dance“ nominiert.

### 2013: Sky Is the Limit und AK Babe

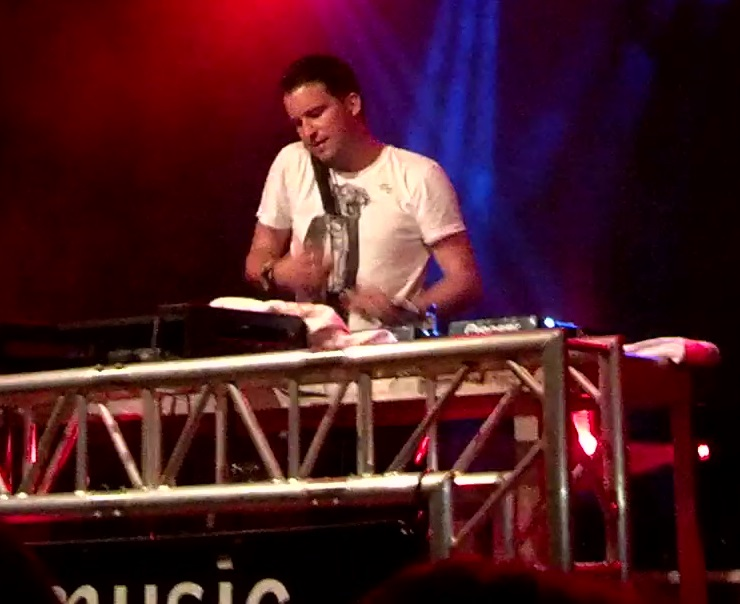
DJ Antoine (2013)

Ende des Jahres 2012 kündigte Antoine sein neues Album an. Es trug den Titel Sky Is the Limit und wurde am 25. Januar 2013 erstmals in Europa veröffentlicht. In den USA erschien Sky Is the Limit am 14. Mai 2013, in Asien am 15. Mai 2013.
Parallel mit dem Album wurde der Song Bella Vita als Single veröffentlicht. Die Single wurde zu Antoines erstem Single-Nummer-eins-Hit in der Schweiz und war in Deutschland und Österreich ebenfalls erfolgreich. Zwei Tage nach Veröffentlichung war das Album sowohl in der Schweiz, Deutschland wie auch Österreich auf Platz 1 in den iTunes-Charts zu finden. Zudem rangieren mehrere Album-Tracks in den Top 100-Songs von iTunes, wodurch die Lieder Sky Is the Limit, House Party und Perfect Day eine Woche später in die offiziellen Single-Charts einstiegen. Als zweite Single-Veröffentlichungen erschienen Sky Is the Limit und All I Live For gleichzeitig am 15. März 2013.
Im Juni 2013 produzierten DJ Antoine und Mad Mark für das Modelabel AK Babe im Zuge einer Kooperation das Lied We Don’t Care (Like a Honey Badger).
Auf der Kontor Top of the Clubs Vol. 59 ist sein Instrumentalstück Festival Killer, zusammen mit den FlameMakers, enthalten, zu dem es auch ein Musikvideo gedreht wurde. Am 28. Juni 2013 erschien die dritte Ausgabe seiner Remix-Album-Reihe Houseworks Sunlight Beach Party Vol. 3.
Am 2. August 2013 erschien auf der Kontor Summer Jam 2013 das Lied Crazy World. Auch dieser Song sowie Festival Killer erschien nicht als offizielle Single. Der Track stieg, durch die vielen Downloads des Samplers, direkt in sämtliche Download-Charts ein. Crazy World konnte daraufhin den Sprung in die Schweizer Hitparade schaffen und wurde im Dezember 2013 letztlich als Single veröffentlicht. Ein Musikvideo wurde daraufhin auch gedreht.
Am 27. September 2013 erschien die dritte offizielle Single-Auskopplung House Party, die in Zusammenarbeit mit U-Jean und B-Case aufgenommen wurde. Für den Titel-Track der Single und das Musikvideo wurde ein neuer Mix des Songs verwendet. Dieser entscheidet sich insofern von den anderen, dass sich das Intro des Original-Tracks in der Mitte wiederfindet. Parallel zur neuen Single erschien auch das Remix-Album zu Sky Is the Limit in Form der Gold Edition mit Remixen und Mash-Ups der Original-Titel der normalen Version.

### 2014: We Are the Party
DJ Antoine kündigte Anfang April 2014 seine neue Single an. Sie wurde am 9. Mai 2014 veröffentlicht und trägt den Titel Light It Up. Gesungen wird das Lied vom US-amerikanischen Pop- und Country-Sänger Tebey, der auch im offiziellen Musikvideo mitspielt. Videopremiere fand am Tag der Veröffentlichung statt. Das Lied entpuppte sich als Coverversionen des Italo-Hits Tarzan Boy von Baltimora aus dem Jahre 1985. Das Hamburger Label Kontor Records brachte die Single am 9. Mai 2014 heraus. Remixe stammen von FlameMakers und dem deutschen DJ-Duo Bodybangers. Kurze Zeit später waren bei sämtlichen Posts, auf unter anderem Facebook und Twitter, Hashtags mit dem Motto We Are the Party zu sehen. Antoine gab daraufhin bekannt, dass dies der Titel seines neuen Studioalbums sein wird. Das Album wurde am 1. August 2014 zur Vorbestellung auf iTunes und Amazon bereitgestellt. Die Lieder Go With Your Heart, Wild Side, Tokyo und Shake Ya Body waren bereits als Download verfügbar und erreichten kurz darauf die iTunes-Charts. Ähnlich wie bei Sky Is the Limit wirkten auch auf We Are the Party ausgewählte Musiker bei mehreren Liedern des Albums mit, darunter der Rapper Euro sowie das DJ-Duo FlameMakers. Auch Songwriter, Produzent und Sänger Jenson Vaughan war wieder im Produktionsteam dabei. Herausstechen insbesondere die Lieder It’s Okay und I Don’t Mind, da diese bereits existierten und lediglich eine Neuaufnahme zusammen mit den Originalkünstlern sind.
Das Lied Go With Your Heart, das in Zusammenarbeit mit der Sängerin Tamara Melek und dem Rapper Euro aufgenommen wurde, erschien als erste Single-Auskopplung parallel zur Album-Veröffentlichung. Allerdings wurde zu dem Track kein offizielles Musikvideo gedreht. Es erschien lediglich ein Lyricsvideo. Zeitgleich wurde auch ein Lyricsvideo zu It’s Okay mit Mihai, TomE und Lafranchi hochgeladen. Des Weiteren wurden offizielle Musikvideos zu den Songs We Are the Party mit X-Stylez & Two M sowie zu I Don’t Mind mit Timati und Flo Rida gedreht. An den Erfolg der Single-Auskopplungen seiner Alben Welcome to DJ Antoine und Sky Is the Limit konnte er allerdings bei weitem nicht anknüpfen. Des Weiteren geriet We Are the Party aufgrund der Vernachlässigung seines eigentlichen Stils stark in die Kritik.
Am 30. September 2014 wurde offiziell bekannt gegeben, dass er im Jahre 2015 in der Jury der deutschen Castingshow Deutschland sucht den Superstar sitzen wird. Bereits 2013 gab es Gerüchte, dass er bereits in der 11. Staffel in die Jury sollte, jedoch gab es zu dem Zeitpunkt Probleme bei den Verhandlungen.

### 2015: Kollaboration mit Akon – Holiday
In das Jahr 2015 startete er mit der Single Woke Up Like This (eigentliche Schreibweise #WokeUpLikeThis). Gesungen wird diese vom Sänger Storm. Releasedate war der 15. Mai 2015. Bereits am veröffentlichte DJ Antoine ein fünfzehnsekündiges Preview des Champagne-Gold-Remix’ des Liedes. Bereits nach einigen Tagen rückte der Progressive-House-Track in die deutschen iTunes-Charts vor, verpasste im deutschsprachigen Raum jedoch den Einstieg in die offiziellen Single-Charts. Das Musikvideo hingegen wurde ein Erfolg. Es erschien parallel zur Single und besteht zum einen aus dem Lyrics des Liedes sowie auch, passend zum Songtitel, aus zahlreichen Bildern gerade aufgewachter Personen. Es wurde zwar mit dem Video zu #Selfie des US-amerikanischen DJ-Duo The Chainsmokers verglichen, wurde aber dennoch für seine Kreativität gelobt. Zu den zahlreichen Selfies trugen unter anderem Kay One, Heino, Oliver Geissen oder KReeD bei.
Am 3. Juli 2015 erschien das Lied Holiday, das in Zusammenarbeit mit dem US-amerikanischen Musiker Akon entstand. Der Song entwickelte sich in Deutschland, Österreich und der Schweiz zu einem kommerziellen Erfolg.

### 2016: 13. Studioalbum Provocateur
Am 22. Januar 2016 erschien nach Holiday die zweite Vorab-Single seines kommenden Studioalbums Provocateur. Diese trägt den Titel Thank You und wurde von Eric Lumiere gesungen. Die vermehrt von Pop beeinflusste Single erreichte lediglich in Österreich und Schweiz eine Single-Chartplatzierung, konnte jedoch Aufmerksamkeit im Airplay erreichen.
Das Studioalbum Provocateur wurde am 18. März 2016 veröffentlicht. Dieses erreichte als erstes seit drei Veröffentlichungen nicht die Spitzenposition in der Schweiz. In Deutschland reichte es für Platz 26 und in Österreich Nummer 13. Kollaborationen erfolgten unter anderem mit Jordin Sparks, Conor Maynard und Mark Knopfler zu finden. Parallel mit dem Studioalbum wurde auch die dritte Single-Auskopplung veröffentlicht. Diese trägt den Titel Weekend Love und wurde von Jay Sean gesungen. Stilistisch orientierte sich der Song an Holiday. In Deutschland rückte der Song wieder in die Single-Charts und auch in der Schweiz konnte sich das Lied in den Top-25 platzieren.
Als vierte Single erschien Dancing in the Headlights. Diese entstand in Zusammenarbeit mit Conor Maynard. Der Titeltrack der Single wird jedoch durch eine Neuversion, die zusammen mit dem Produzenten Paolo Ortelli gemixt wurde, dargestellt.
Am 27. Mai 2016 erschien die letzte Single-Auskopplung. Diese trägt den Titel London und enthält Vocals von Rapper Timati und Sänger Grigori Leps. Das Lied basiert auf dem gleichnamigen jedoch russischen Lied von Timati und Leps aus dem Jahr 2012. Für die Neuversion wurde Text, Melodie und Aufbau geändert und neu aufgenommen. Auch in ein Musikvideo mit allen drei Künstlern folgte.

### 2017: Singles La Vie En Rose & I Love Your Smile
Am 16. April 2017 kündigte er die Single La Vie En Rose an. Die Veröffentlichung erfolgte am 28. April 2017. Hierbei verwendete er erstmals seit Ma Chérie wieder ein Akkordeon bei einer Single-Veröffentlichung. Als Songwriter wirkten Jenson Vaughan, Matt James und Craig Smart mit. Vaughan steuerte zudem wie bei unter anderem Bella Vita und Sky Is The Limit seinen Gesang bei. Die Single rückte wieder in die Top 50 der offiziellen Schweizer Singlecharts vor.
Mit I Love Your Smile veröffentlichte der Schweizer DJ seine zweite Single im Jahr 2017. Die Zusammenarbeit erfolgte mit dem belgischen Produzenten Dizkodude, der bei dem von DJ Antoine selbst geführten Plattenlabel Houseworks unter Vertrag steht, sowie der Sängerin Sibbyl. Der Song entpuppte sich als Coverversion des gleichnamigen 90er-Jahre-Hits von Shanice, wurde aber für seine gelungene Mischung aus Pop- und Dance-Elementen gelobt. Außerdem wurde ein offizielles Musikvideo produziert und am Tag der Veröffentlichung auf dem YouTube-Kanal des Plattenlabels Kontor Records hochgeladen. Im Video spielt DJ Antoine zusammen mit seiner damaligen Freundin Laura Zurbriggen die Hauptrolle.
Die Single erreichte erneut die offizielle Schweizer Hitparade, hielt sich hier jedoch nur eine Woche. Zudem gelang eine Platzierung in den iTunes-Charts Deutschland (Rang 77) und der Schweiz (Rang 38).

### 2018: 14. Studioalbum The Time Is Now
Am 26. Januar 2018 erfolgte die erste Single-Veröffentlichung des Schweizer House-Produzenten im Jahr 2018. Sie trägt den Titel El Paradiso und wird vom italo-kanadischen Sänger Armando Scarlato Jr. sowie dem kanadischen Rapper Jimmi The Dealer gesungen. Darüber hinaus wirkte erneut Jenson Vaughan als Songwriter mit. Am Tag der Veröffentlichung wurde ebenfalls ein offizielles Musikvideo zu El Paradiso auf Kontor.TV hochgeladen. Drehort ist eine gleichnamige Lounge in St. Moritz in den Schweizer Alpen. Zu der Zusammenarbeit mit Scarlato kam es durch dessen Teilnahme an Antoines Sommertour, bei denen er den bis dahin unveröffentlichten Song sang. Ein umfangreiches Remix-Paket zu El Paradiso enthält unter anderem ein Remix des international bekannten kanadischen DJ und Produzenten Dzeko.
Am 4. Mai 2018 erschien die Single Ole Ole als offizieller WM-Song der Schweizer Fussballnationalmannschaft. In diesem Zuge erschien auf der Single zusätzlich eine Hopp Schwiiz-Version, die im offiziellen Musikvideo Verwendung findet und darüber hinaus im Rahmen des letzten Vorbereitungsspiels der Schweiz gegen Japan in Lugano offiziell präsentiert wurde. Ole Ole entstand in Zusammenarbeit mit dem kanadischen Sänger Karl Wolf sowie dem panamaischen Rapper Fito Blanko. Armando wirkte erneut bei der Entstehung des Songs mit – hier als Songwriter. Die Kollaboration stieg in den offiziellen Schweizer Single-Charts auf Rang 60 ein. Die Wahl des Songs stieß innerhalb der Schweizer Bevölkerung auf Kritik, die Interpreten sahen sich unter anderem Vorwürfen des Sexismus sowie der Verherrlichung von Alkoholkonsum ausgesetzt. DJ Antoine wird diesbezüglich wie folgt in der Schweizer Zeitung 20 Minuten zitiert: «Der Song muss und kann nicht allen gefallen, und das ist okay. Ich hoffe einfach, dass die Besserwisser und Nörgler die Stimmung nicht trüben – denn darum gehts doch, dass wir mit Freude in die WM gehen.»
Zum 1. Juni 2018 erfolgte Antoines erste deutschsprachige Single-Veröffentlichung mit dem Titel Yallah Habibi in Zusammenarbeit mit Sido sowie dem Sänger Moe Phoenix. Die für die jeweiligen Künstler eher ungewöhnliche Zusammenarbeit schaffte den ersten Eintrag in die offiziellen deutschen Singlecharts für DJ Antoine seit 2016 und hielt sich dort sieben Wochen lang mit der Höchstposition 67. In der Schweizer Hitparade stieg Yallah Habibi bis auf Position 36. Darüber hinaus wurde auf Kontor.TV ein offizielles Musikvideo, bei dem alle drei Künstler in Aktion treten, hochgeladen.
Der letzte Single-Vorbote des neuen Albums trägt den Namen Symphony und wurde am 28. September 2018 veröffentlicht. Während die Original-Version im Deep-House-Stil produziert wurde, verwendete Antoine für das Musikvideo einen Remix des kanadischen Newcomer-DJ und Produzenten Kidmyn. Armando und Jimmi The Dealer, die bereits Anfang des Jahres mit DJ Antoine für seine Single El Paradiso zusammenarbeiteten, steuerten die Vocals zu Symphony bei. Das niederländische Plattenlabel Armada Music wurde auf den Track aufmerksam und veröffentlichte ihn einige Wochen nach dem ursprünglichen Release über Kontor Records auch unter ihrem Namen.
Zum 9. November 2018 erschien DJ Antoines 14. Studioalbum The Time Is Now. Alle bisher im Jahr 2018 veröffentlichten Singles sind Teil dieses Albums, dazu kommt die 2017er Single La Vie En Rose sowie 14 weitere, neue Songs. Antoine bedient in seinem Album verschiedene Stilrichtungen, neben House finden sich Songs aus den Bereichen (Dance-)Pop, Hip-Hop und Reggaeton. Am Album beteiligte Künstler sind u. a. die US-Rapper Pitbull und David Rush, der trinidadische Soca-Sänger Machel Montano sowie der US-amerikanische Sänger Chris Willis. Außerdem finden sich zahlreiche Beteiligungen des kanadischen Sängers Armando sowie des ebenfalls kanadischen Rappers Jimmi The Dealer. Ein besonderes Fundstück auf dem Album ist der Song Baby, Let Me Tell You…, da er eine Neuauflage des Originals von DJ Antoine selbst aus dem Jahr 2000 ist. Nahezu alle Songs des Albums wurden erneut in Zusammenarbeit mit DJ Antoines langjährigem Studiopartner Mad Mark produziert. Der zweite Teil von The Time Is Now ist eine Biggest Hits Collection, die die 22 erfolgreichsten Songs seiner gesamten Karriere, darunter Welcome To St. Tropez, This Time, Ma Chérie, Holiday oder Sky Is the Limit beinhaltet. Zudem beinhaltet eine CH-Edition des Albums drei Bonus-Tracks, die jeweils Accoustic Versions der Songs El Paradiso, Symphony und Downfall sind.

### 2019: 15. Studioalbum 2019 Megamix
Am 10. Mai 2019 veröffentlichte DJ Antoine sein 15. Studioalbum 2019 Megamix. Das Album wurde zunächst ausschließlich in seinem Heimatland, der Schweiz, zum Verkauf angeboten, worüber hinaus auf die Veröffentlichung in Download- und Streaming-Portalen verzichtet wurde. Damit einhergehend ist eine Kooperation mit dem Schweizer Tankstellenshop-Anbieter Migrolino, an dessen über Verkaufsstellen das Album alleinig und ausschließlich als CD vertrieben wird. Die weltweite und darüber hinaus auch digitale Veröffentlichung erfolgte am 21. Juni 2019.
Stilistisch kehrt Antoine in 2019 Megamix mit weniger auf Pop, dafür häufiger auf EDM fokussierten Songs „zurück zu den Wurzeln“. Die 14 Titel sind in einem kontinuierlichen DJ-Mix zu hören. Die parallele Single-Auskopplung Good Vibes (Good Feeling) wurde in einer etwas kürzeren Single-Version als einziger Song auch digital und weltweit veröffentlicht, wobei diese Produktion sich stilistisch eher im Bereich Dance-Pop bewegt und somit an Veröffentlichungen aus den Vorjahren wie Holiday oder La Vie En Rose anknüpft.

### 2020: Jury-Mitglied von The Voice of Switzerland
Im September 2019 wurde DJ Antoine als erster Coach der dritten Staffel von The Voice of Switzerland bekanntgegeben, die vom 27. Januar bis 6. April 2020 vom Schweizer Privatsender 3 Plus ausgestrahlt wurde. Im Rahmen der TV-Premiere der ersten Blind Auditions präsentierte DJ Antoine zusammen mit dem Schweizer Duo Buetzer Buebe, bestehend aus den Mundartsängern Gölä und Trauffer, eine Neuauflage seines Hits Ma Chérie. Die auf Schweizerdeutsch gesungene Version stieg auf Anhieb auf Platz eins der Schweizer iTunes-Charts ein und erreichte Platz sieben der offiziellen Schweizer Hitparade.
Am 17. Januar 2020 veröffentlichte DJ Antoine die Single Superstar in Zusammenarbeit mit Tom Novy. Dessen gleichnamiger House-Song aus dem Jahr 1998 stellt die Originalversion dieser Neuauflage dar. Die Hookline von Superstar wurde dafür nahezu beibehalten, das Instrumental des Songs wurde hingegen komplett neu produziert. Im Vergleich zum Großteil der vorherigen Veröffentlichungen von DJ Antoine ist Superstar stilistisch mehr von House-Elementen als von Pop geprägt.
Als nachfolgende Single-Veröffentlichung präsentierte DJ Antoine am 3. April 2020 Rhythmus wie ein Tänzer in Zusammenarbeit mit Culcha Candela. Die deutschsprachige Single stellt ein Cover des Eurodance-Hits Rhythm Is a Dancer von Snap! aus dem Jahr 1992 dar und ist im Gegensatz zu Superstar eher im kommerzielleren Dance-Pop-Bereich anzuordnen.
Ebenfalls von Dance-Elementen geprägt zeigt sich die am 5. Juni 2020 veröffentlichte Single Kiss Me Hard in Zusammenarbeit mit der kanadischen Sängerin Willa. Während Aufbau und Konzept des Songs neu sind, enthält der Drop Sound-Elemente des eigenen Hits Welcome to St. Tropez aus dem Jahr 2011. Obwohl eine Single-Chartplatzierung ausblieb, konnte Kiss Me Hard Aufmerksamkeit im Schweizer Airplay erreichen. Für das auf Kontor.TV erschienene offizielle Musikvideo wurden über DJ Antoines Social-Media-Kanäle Fans aufgerufen, zum Thema des Songs passende Kurzvideos einzusenden, welche schließlich auch einen Großteil des Videos bildeten.

### Seit 2021: Weitere Single-Veröffentlichungen und TV-Auftritte
Im Juli 2021 präsentierte DJ Antoine seine Single Bam Bam Bam (Put Your Hands Up [Everybody]) im Rahmen der Ultimativen Chart Show Ausgabe Die erfolgreichsten Sommerparty-Hits auf RTL. Ebenso live vorgetragen wurde sein 2011er Hit Welcome To St. Tropez, der sich im RTL-eigenen Ranking platzieren konnte und Anlass seines Live-Auftritts in der Sendung war. Nach weiteren Single-Veröffentlichungen, die an frühere Erfolge nicht anknüpfen konnten, erreichte Sunset in Dubai als Zusammenarbeit mit dem deutschen Sänger Chanin im Sommer 2022 Aufmerksamkeit im Streaming und übertraf noch im gleichen Jahr die Marke von 10 Millionen Streams. Auch ein in Dubai gedrehtes offizielles Musikvideo erschien auf Kontor.TV.
Auf ProSieben Schweiz war DJ Antoine als Gastmitglied des Rateteams Teil einer Ausgabe der Musikshow The Masked Singer Switzerland, welche im November 2023 ausgestrahlt wurde. Im Folgemonat, kurz vor dem Jahreswechsel, erschien ein Beitrag mit DJ Antoine in der SRF-Sendung G&G – Gesichter und Geschichten.
Im Frühjahr 2024 veröffentlichte DJ Antoine die Single Where Do I Go als Zusammenarbeit mit dem US-amerikanischen Sänger Aloe Blacc.

### 2025: Teilnahme an der Arena Plus Pre-Show (Eurovision Song Contest 2025)
Im Jahr 2025 trat DJ Antoine bei der Pre-Show der Arena Plus im Rahmen des Eurovision Song Contest in Basel auf. Im St. Jakob-Park spielte er vor rund 36.000 Zuschauern Sommerhits wie Welcome To St. Tropez und Ma Chérie.

## Tätigkeit als Lifestyle-Unternehmer
Unter der im Dezember 2016 gegründeten und in Biel-Benken (BL) ansässigen Konrad Lifestyle AG verkauft DJ Antoine Wein und Champagner seiner eigenen Produktlinie und organisiert Events und Kunstausstellungen im High-End-Segment.

## Privates
DJ Antoine bezeichnet sich selbst als gläubigen und strengen Katholiken. Von 2014 bis 2018 war er mit dem Model Laura Zurbriggen liiert. Neben einem Sohn aus einer früheren Ehe wurde der Schweizer im Mai 2023 Vater einer Tochter.

## Diskografie
Studioalben

| Jahr | Titel                        | Höchstplatzierung, Gesamtwochen, AuszeichnungChartplatzierungen (Jahr, Titel, Platzierungen, Wochen, Auszeichnungen, Anmerkungen) | Höchstplatzierung, Gesamtwochen, AuszeichnungChartplatzierungen (Jahr, Titel, Platzierungen, Wochen, Auszeichnungen, Anmerkungen) | Höchstplatzierung, Gesamtwochen, AuszeichnungChartplatzierungen (Jahr, Titel, Platzierungen, Wochen, Auszeichnungen, Anmerkungen) | Anmerkungen                                                 |
| Jahr | Titel                        | DE | AT | CH | Anmerkungen                                                 |
| ---- | ---------------------------- | --- | --- | --- | ----------------------------------------------------------- |
| 2008 | Stop!                        | — | — | CH4 G (17 Wo.)CH | Erstveröffentlichung: 25. April 2008 Verkäufe: + 15.000     |
| 2008 | 2008                         | — | — | CH2 G (16 Wo.)CH | Erstveröffentlichung: 13. Juni 2008 Verkäufe: + 15.000      |
| 2008 | A Weekend at Hotel Campari   | — | — | CH4 G (10 Wo.)CH | Erstveröffentlichung: 26. September 2008 Verkäufe: + 15.000 |
| 2009 | 2009                         | — | — | CH1 G (21 Wo.)CH | Erstveröffentlichung: 27. März 2009 Verkäufe: + 15.000      |
| 2009 | Superhero?                   | — | — | CH2 (13 Wo.)CH | Erstveröffentlichung: 12. Juni 2009                         |
| 2009 | 17900                        | — | — | CH9 (13 Wo.)CH | Erstveröffentlichung: 13. November 2009                     |
| 2010 | 2010                         | — | — | CH1 (25 Wo.)CH | Erstveröffentlichung: 7. Mai 2010                           |
| 2010 | WOW                          | — | — | CH7 (15 Wo.)CH | Erstveröffentlichung: 5. November 2010                      |
| 2011 | 2011 / Welcome to DJ Antoine | DE8 G (51 Wo.)DE | AT16 (56 Wo.)AT | CH1 P (38 Wo.)CH | Erstveröffentlichung: 27. Mai 2011 Verkäufe: + 200.000      |
| 2013 | 2013 (Sky Is the Limit)      | DE6 G (22 Wo.)DE | AT2 (31 Wo.)AT | CH1 P (40 Wo.)CH | Erstveröffentlichung: 25. Januar 2013 Verkäufe: + 120.000   |
| 2014 | We Are the Party             | DE10 (4 Wo.)DE | AT4 (7 Wo.)AT | CH1 (12 Wo.)CH | Erstveröffentlichung: 29. August 2014                       |
| 2016 | Provocateur                  | DE26 (3 Wo.)DE | AT13 (4 Wo.)AT | CH5 (12 Wo.)CH | Erstveröffentlichung: 18. März 2016                         |
| 2018 | The Time Is Now              | — | — | CH22 (4 Wo.)CH | Erstveröffentlichung: 9. November 2018                      |